# 世界吹奏楽協会
世界吹奏楽協会（せかいすいそうがくきょうかい、World Association for Symphonic Bands and Ensembles）は、1981年にイギリス・マンチェスターで創設された、吹奏楽のための国際組織。吹奏楽の指導者・作曲家・演奏家・出版社・教師・楽器メーカー・音楽愛好家のための組織として、吹奏楽の発展と質の向上、吹奏楽による国際交流と理解活動とにつとめている。1989年、ユネスコ国際音楽評議会に加盟した。略称はWASBE。

## 目的と目標

### 目的
- 世界吹奏楽協会の会員になると、私たちの世界は小さくなり、以前では手の届かないところにあった吹奏楽の愛好家、伝統、スタイル、作品、練習法に直接アクセスできるようになります。
  - 国際的な焦点 – 私たちのメンバーは世界中から集まっています
  - 音楽教育 – 私たちは学習と成長を奨励します
  - 人材と音楽は利益を求めるものではありません – WASBEは非営利団体です

### 目標
- シンフォニック・バンドとウインド・アンサンブルを、真摯で独特な音楽表現と文化遺産の媒体として宣伝する
- 世界中のバンド活動の発展を可能な限り支援する
- 指揮者、教師、学生、作曲家の国際交流を奨励する
- 国内外のコミュニケーションと理解のために、 シンフォニック・バンドとウインド・アンサンブルの重要性を他者が認識するよう支援する
- 国の伝統を反映し、国境を超えた卓越した吹奏楽曲の作曲を奨励する

## 声明文
作曲家のW.ベンソンによって書かれ、1990年の評議会で採択された。これは全てのWASBE活動の基礎となる基本的な哲学を表しています。 
- 私たちは、私たちが包括的な組織に属していること、そしてこれが私たちの独自性を定義していることを認識しています。
- 私たちは、協力することで、市民の文化的生活へのインプットを強化する手段を見つけることができると認識しています。
- ナショナルアイデンティティ、文化的遺産、年齢、芸術的嗜好、アマチュアまたはプロの経験などの個人差は、このより大きく、より広く、無限の検索において、サウンドタイムコミュニティを豊かにし、照らし出す要素であることを認識しています。
- 私たちは、お互いを尊重し、お互いから学び、お互いを助け合う必要があることを認識しています。
- 私たちは、オープンで寛容で、忍耐強く、進化し、成熟している組織であることを認識しています。その成長は人生であり、私たちが積極的に参加することで変化し、変化する可能性があります。
- 私たちは、個々のメンバーが私たちの強さの源であり、受益者であり、私たちの最高の使者であり、私たち一人一人に私たちの芸術へのより高い関心を提供していることを認識しています。
- 私たちは、一緒にいることによって一緒になるだけでなく、私たちの全体に生命の息吹と活力をもたらす、より豊かな調和とより強い対位法を提供することを認識しています。
- 私たちは、オープンなコミュニケーション、最も徹底的な教育、そして最も幅広い普及を尊敬しているのは、それらが現在私たちが大切にしている最高の芸術的資質と私たちがまだ知ることのできないものに役立つからです。
- 私たちは、芸術を進歩させる間、私たちの偉大な伝統を尊重しなければならないことを認識しています。

## 役員（日本）
- 秋山紀夫 名誉会員(1995年 - )[1]
- 白井秀幸 日本セクション事務局長[2]

## 世界吹奏楽大会
吹奏楽についての研究成果の発表の場として、2年に1度、ヨーロッパ、アメリカ、アジアを巡回する形で開催される国際会議。会期中は世界各国から参加する優秀なプロ・アマの吹奏楽団のコンサート、講演、クリニック、セミナー、研究発表、楽器・楽譜・CDなどの展示販売が行われる。2014年より地域カンファレンスが行われることになった。これは地理的、経済的な理由で国際大会を開催しにくい地域で大会を行うことにより、その地域の吹奏楽活動/研究の活性化を促すと同時に、他の地域の人々が開催地域の活動、作品、音楽文化に目を向ける契機をつくろうとする狙いによるもの。
日本では日本吹奏楽指導者協会が吹奏楽の国際的な普及とレベルの向上に努めるために、毎回、参加している。

### 世界青少年ウインド・オーケストラ
世界青少年ウインド・オーケストラ（The WASBE International Youth Wind Orchestra / IYWO）は、世界中からオーディションで選び抜かれた若い音楽家たちによって構成される吹奏楽団で、世界吹奏楽大会の席上で練習の成果を披露する。1985年の第2回大会でその構想が発表され、1987年の第3回大会で世界各国のWASBE会員から推薦を受けた約50名の若い音楽家たちが集結し「WASBE国際名誉バンド」の名前でデビューした。1991年の第5回大会より現名称に変更し、現在に至る。

### 国際作曲コンテスト
全ての演奏難易度毎に芸術的価値の高い吹奏楽のために新しい音楽を作曲することを作曲家に奨励し、作曲家と指揮者の間に緊密な関係を築き、様々な文化や伝統に対する理解と理解を深めることを目的とする。
演奏難易度や編成によって分けられた部門に作品を提出。各部門毎に3名の最終選考者が選ばれ、世界吹奏楽大会の場で演奏された後に、順位が発表される。
最終選考者に、WASBEは次のことを行う。
- 世界吹奏楽大会出演者の演奏による作品のプロモーション。
- WASBE YouTube チャンネルで公開する受賞作曲家へのインタビュー。
- 受賞作品と最終選考作品は、世界吹奏楽大会から1年間、WASBEが権利を有し、一般に$115.00(USD)で販売、WASBE会員に$30.00(USD)で販売し、作曲者本人に50%を分配する。
- WASBE内での新しいレパートリーの宣伝と公開に関心のある出版社を見つけるために取り組み。
- 提出された作品毎に、作曲家へ氏名と作品名が記載された参加証明書を授与。

#### 部門
- 第1回(2017年) 「地域」 / 「教育」
- 第2回(2019年) 第1部門「グレード2-3の吹奏楽」 / 第2部門「グレード4-5の吹奏楽」 / 第3部門「管弦楽における管楽合奏」 / 第４部門「独奏楽器と吹奏楽」
- 第3回(2022年) 第1部門「グレード1-2の吹奏楽」 / 第2部門「グレード3-4の吹奏楽」 / 第3部門「グレード5-6の吹奏楽(管弦楽における管楽合奏を含む)」
- 第4回(2023年) 第1部門「グレード1-2の吹奏楽」 / 第2部門「グレード3-4の吹奏楽」 / 第3部門「グレード5-6の吹奏楽」
- 第5回(2024年) 第1部門「グレード3-3.5の8分以内の吹奏楽」 / 第2部門「グレード4-4.5の10分以内の吹奏楽」 / 第3部門「グレード3-4.5の10分以内のブレイクスルー

#### 受賞者(日本人)
- 岡村雄之典 第2回(2019年) 第3部門「管弦楽における管楽合奏」第3位 「Lamento d’introduction et Scène de prière」[4]
- 清水大輔 第4回(2023年) 第2部門「グレード3-4の吹奏楽」最終選考 「空を削るもの」[5][6][7]
- 清水大輔 第5回(2024年) 第2部門「グレード4-4.5の吹奏楽」佳作 「ZAPPING」[8]

### 開催履歴
| 回数      | 年月日                  | 開催地                           | 演奏された邦人作品 | 出演団体(日本) | 備考 |
| --------- | ----------------------- | -------------------------------- | --- | --- | --- |
| 設立 総会 | 1981年 7月20日 - 26日   | マンチェスター, イギリス         | 行進曲「永遠の繁栄」(團伊玖磨) 「東北地方の民謡によるコラージュ」(櫛田胅之扶) 吹奏楽のための「花祭り」(小山清茂) 「メタモルフォーシス」(浦田健次郎) 吹奏楽のための序曲「飛鳥」(櫛田胅之扶) 行進曲「秋空に」(上岡洋一) | 全日本高等学校選抜吹奏楽団(指揮 : 遠山詠一,P. Yoder) | |
| 第1回     | 1983年 7月13日 - 24日   | シーエン, ノルウェー             | | | |
| 第2回     | 1985年 7月15日 - 21日   | コルトレイク, ベルギー           | | | |
| 第3回     | 1987年 7月21日 - 25日   | ボストン, アメリカ               | | 山梨県ユース・シンフォニー・バンド(指揮 : 平野廣海,玄間博) | WASBE国際名誉バンド、デビュー |
| 第4回     | 1989年 7月17日 - 22日   | ケルクラーデ, オランダ           | | 東京佼成ウインドオーケストラ(指揮 : F.フェネル) | 世界音楽コンテストと共催 |
| 第5回     | 1991年 7月18日 - 29日   | マンチェスター, イギリス         | | 全日本高等学校選抜吹奏楽団(指揮 : 遠山詠一,松井郁雄,塩谷晋平,荒井富雄,井田重芳) | WASBE国際名誉バンド、現名称へ |
| 第6回     | 1993年 7月13日 - 20日   | バレンシア, スペイン             | 「日本の調べ」(小長谷宗一) 「アルト・サクソフォーンと吹奏楽のための幻想的協奏曲」(伊藤康英) 「相馬フェスティバルマーチ」(伊藤康英) 「Rainbow Over The Sea」(真島俊夫) 「吹奏楽のための木挽歌」(小山清茂) 「メトセラ I 〜打楽器群と吹奏楽のために」(田中賢) | 浜松市民合同吹奏楽団(ヤマハ吹奏楽団浜松・カワイ吹奏楽団ほか)(指揮 : 遠山詠一,伊藤康英,秋山紀夫,深町建男,森田利明, A.Sax. Solo : 須川展也) 近畿大学吹奏楽部(指揮 : 田中一嘉) | |
| 第7回     | 1995年 7月23日 - 29日   | 浜松, 日本                       | 「浜松序曲」(伊藤康英) 吹奏楽のための交響的変容「澪明」(保科洋) 吹奏楽のための「深層の祭」(三善晃) 「舞楽」(櫛田胅之扶) 吹奏楽のための「岩長幻想」(オペラ『岩長姫』より)～序奏、酒の歌とオロチ狂乱(原嘉壽子) 「大阪俗謡による幻想曲」(大栗裕) 交響詩「ぐるりよざ」より 2.唄(伊藤康英) 「吹奏楽のためのファンタジー」(夏田鐘甲) 行進曲「出航」(岩下章二) 「スペクタクル・スクリーン・ミュージック・セレクション」(編曲 : 中村啓二郎) 「オルフェのサンバ」(L.ボンファ/真島俊夫) 組曲「展覧会の絵」(M.ムソルグスキー/西方彰) 「イン・ザ・ムード」(J.ガーランド/上村和義) 「吹奏楽のための小狂詩曲」(大栗裕) 「三つの日本民謡」(稲垣卓三) 組曲「ヴァレンシアの寡婦」(A.ハチャトゥリアン/石津谷治法) 「ハリウッド万歳」(R.A.ホワイティング/岩井直溥) 「テキーラ」(C.リオ/明光院正人) 「古祀」(保科洋) 「スターズ・アトランピック'96」(三善晃) 「メトセラＩ〜打楽器群と吹奏楽のために」(田中賢) 交響詩「ローマの松」(O.レスピーギ/寺田憲重) 序曲「ピータールー」(M.アーノルド/近藤久敦) 「吹奏楽のための太神楽」(小山清茂) 組曲「仮面舞踏会」 (A.ハチャトゥリアン/吉市幹雄) 「三番叟」 長唄「越後獅子」より 長唄「黒髪」より 「獅子(乱序・狂ヒ)」 | 大阪市音楽団(指揮 : 木村吉宏) からす川音楽集団(指揮 : 児玉健一) 洗足学園大学シンフォニック・ウィンド・オーケストラ(指揮 : A.リード,Marimba Solo : 藤井むつ子) 海上自衛隊東京音楽隊(指揮 : 上井章二等海佐) 航空自衛隊航空中央音楽隊(指揮 : 進藤潤二等空佐,J.デ=メイ) 陸上自衛隊中央音楽隊(指揮 : 秋山紀夫,J.R.ブージョワー大佐,船山紘良二等陸佐) 静岡県立浜松商業高等学校吹奏楽部(指揮 : 田澤晴夫) 宇治市立槇島小学校金管バンド部(指揮 : 西川稔,小田恵津子) 豊島区立池袋中学校吹奏楽部(指揮 : 坂田篤) 柏市立柏高等学校吹奏楽部(指揮 : J.モレナール,J.R.ブージョワー大佐,石田修一) 神奈川大学吹奏楽部(指揮 : 小澤俊朗,J.R.ブージョワー大佐) ヤマハ吹奏楽団浜松(指揮 : 森田利明) 浜松交響吹奏楽団(指揮 : S.ロリング,J.デ=メイ,浅田亨) 東京佼成ウインドオーケストラ(指揮 : F.フェネル, A.Sax. Solo : 須川展也) 五人囃子(福原徹,藤舎円秀,福原鶴十郎,梅屋雅一,藤舎清之) | 会場：アクトシティ浜松 伊藤康英(作曲家)が世界青少年ウインド・オーケストラの客演指揮者を務めた |
| 第8回     | 1997年 7月5日 - 13日    | シュラトミング, オーストリア     | 行進曲「秋空に」(上岡洋一) 交響詩「ぐるりよざ」(伊藤康英) 「八木節」(日本民謡/岩井直溥) 吹奏楽のための叙事詩「バラード・フォー・バンド」(浦田健次郎) | 洗足学園音楽大学ウインド・オーケストラ(指揮 : A.リード) からす川音楽集団 青森県高等学校選抜吹奏楽団 | |
| 第9回     | 1999年 7月5日 - 11日    | サンルイスオビスポ, アメリカ     | 行進曲「国民の象徴」(E.E.バグレイ/八田泰一） 「シンフォニックバンドのためのパッサカリア」(兼田敏) 「優雅な行進曲」(藤田玄播) 「東京音頭」(中山晋平) 「さくらさくら」(日本古謡) 「琉球幻想曲」(伊藤康英) 「古祀」(保科洋) 「上を向いて歩こう」(中村八大/山下国俊) 「八木節」(日本民謡/岩井直溥) 「スワニー」(G.ガーシュウィン/前田憲男) 交響詩「ぐるりよざ」(伊藤康英) | 天方産業吹奏楽団(指揮 : 天方啓二,遠山詠一,秋山紀夫,F.フェネル,W. Johnson,伊藤康英) | 島田俊行(指揮者)が世界青少年ウインド・オーケストラの客演指揮者を務めた |
| 第10回    | 2001年                  | ルツェルン, スイス               | 「輝く日への前奏曲」(後藤洋) 「三つの日本民謡」(稲垣卓三) 「火の伝説」(櫛田胅之扶) 吹奏楽のための交響詩「ゴー・フォー・ブローク」(伊藤康英) 「古祀」(保科洋) | 青森県高等学校選抜吹奏楽団(指揮 : 斉藤聖一, 新田ユリ) | |
| 第11回    | 2003年 6月29日 - 7月5日 | イェンシェーピング, スウェーデン | 「ケルト民謡による組曲」(ケルト民謡/建部知弘) 吹奏楽のための交響詩「ぐるりよざ」(伊藤康英) 「吹奏楽のための組曲」(菊池幸夫) 「瑜伽行中観 吾妻鏡異聞」(天野正道) 「深層の祭」(三善晃) 「かわいい女」(田村文生) 「吹奏楽のための交響的瞬間」(兼田敏) 「風紋」(保科洋) 「三つのジャポニスム」(真島俊夫) | 神奈川大学吹奏楽部(指揮 : 小澤俊朗,保科洋) | 越智邦弘(指揮者)がストラスブール電力吹奏楽団の指揮者を務めた |
| 第12回    | 2005年 7月10日 - 16日   | シンガポール, シンガポール       | 「ソルティ・ミュージック」(三浦秀秋) 行進曲「秋空に」(上岡洋一) 「マーチ・プログレス」(椎葉大翼) 「こきりこ行進曲」(伊藤康英) 組曲「惑星」より 第1曲 火星 戦争の神(G.ホルスト/生野裕久) 「リベルタンゴ」(A.ピアソラ/三浦秀秋) 「メッセージ I 」(寺島尚彦) 「木星のファンタジー」(伊藤康英) 「コリアン ダンス」(高昌帥) 「シンガポール・シンフォニー」(伊藤康英) 「ゲット・ウェル・マエストロ(マエストロ フレデリック・フェネルの想い出)」(伊藤康英) 「三つのジャポニスム」(真島俊夫) | 洗足学園音楽大学ウインド・アンサンブル(指揮 : 吉田行地,D.ジョンソン,秋山紀夫) 東京佼成ウインドオーケストラ(指揮 : D.ボストック) | 伊藤康英(作曲家)が世界青少年ウインド・オーケストラの客演指揮者を務めた |
| 第13回    | 2007年 7月8日 - 14日    | キラーニー, アイルランド         | 「デイ・シグナル」(武満徹) 「3つのスペインの歌」(広瀬勇人) 「風雅」(櫛田胅之扶) 組曲「展覧会の絵」(M.ムソルグスキー/髙橋徹) | 名古屋芸術大学ウィンド・オーケストラ(指揮 : 髙橋徹,J.ヴァン=デル=ロースト) | 秋山紀夫が「『情報を求む』ジョン・ウィリアム・フェントンの物語」をプログラムに寄稿した |
| 第14回    | 2009年 7月5日 - 11日    | シンシナティ, アメリカ           | | | |
| 第15回    | 2011年 7月3日 - 9日     | 嘉義, 台湾                       | 「輝く日への前奏曲」(後藤洋) 「風紋」[原典版](保科洋) 「吹奏楽のためのラメント」(高昌帥) 「ウインドオーケストラのためのマインドスケープ」(高昌帥) 「鳳凰が舞う-印象、京都 石庭 金閣寺」(真島俊夫) 「地球 -美しき惑星」(真島俊夫) 交響詩「フォルモサ」(真島俊夫) 「飛天遊」(松下功) 「科戸の鵲巣-吹奏楽のための祝典序曲」(中橋愛生) 「大阪のわらべうたによる狂詩曲」(大栗裕/木村吉宏) 「雲に架かる橋」(酒井格) 「太陽への讃歌-大地の鼓動」(八木澤教司) 「春のスケッチ」(八木澤教司) | 大阪音楽大学吹奏楽団(指揮 : 北野徹) 東京佼成ウインドオーケストラ(指揮 : P.メイエ) 玉川学園高等学校吹奏楽部 | 嘉義市国際音楽祭と共催 秋山紀夫が講師を務めた 須川展也(アルト・サクソフォーン)が世界青少年ウインド・オーケストラの客演ソリストを務めた 山本浩一郎(トロンボーン)がシンガポール・フィルハーモニック・ウィンズのソリストを務めた  |
|           | 2014年 7月6日 - 14日    | デブレツェン, ハンガリー         | 「トリビュート・トゥ・カウント・ベイシー オーケストラ」(編曲:真島俊夫) | | 第1回地域カンファレンス |
| 第16回    | 2015年 7月12日 - 18日   | サンノゼ, アメリカ               | 「トッカータとフーガ ニ短調 BWV 565」(J.S.バッハ/後藤洋) 「鼓響・・・故郷」(天野正道) 《地球》〜『トルヴェールの惑星』より(長生淳) 「アッフェローチェ」(高昌帥) 「天に咲くバラ」(後藤洋) 「Mont Fuji（富士山）〜北斎の版画に触発されて〜」(真島俊夫) 「吹奏楽のためのラメント」(高昌帥) 「ソング・アンド・レジェンド」(鈴木英史) 「鳥之石楠船神～吹奏楽と打楽器群のための神話」(片岡寛晶) | 昭和ウインドオーケストラ(指揮 : 福本信太郎,E.M.コーポロン,後藤洋) | |
|           | 2016年 7月8日 - 11日    | プラハ, チェコ                   | 喜歌劇「メリー・ウィドウ」セレクション(F.レハール/鈴木英史) | | 第2回地域カンファレンス |
| 第17回    | 2017年 7月18日 - 22日   | ユトレヒト, オランダ             | 「三つのジャポニスム」(真島俊夫) 「夢のような庭」(清水大輔) 「海を越えてはるかに〜吹奏楽のための祝典前奏曲〜」(後藤洋) | | |
| 第18回    | 2019年 7月10日 - 13日   | ブニョール, スペイン             | 「Lamento d’introduction et Scène de prière」(岡村雄之典) 「広島の朝の歌」(伊藤康英) | | 伊藤康英(作曲家)がビジャール・デル・アルソビスポ・サンタ・セシリア音楽団の客演指揮者を務めた |
| 第19回    | 2022年 7月19日 - 23日   | プラハ, チェコ                   | 「天に咲くバラ」(後藤洋) 「古いスペインの歌によるディフェレンシアス」(伊藤康英) 「名もなき英雄たち」(朴守賢) | | 三浦徹(ユーフォニアム奏者)が講演「東京在中(1983-2002)のフレデリック・フェネル」を行った 伊藤康英(作曲家)が第3回国際作曲コンテスト第3部門「グレード5-6の吹奏楽(管弦楽における管楽合奏を含む)」のパネリストを務めた              |
| 第20回    | 2024年 7月16日 - 20日   | 光州, 韓国                       | 「Mont Fuji（富士山）〜北斎の版画に触発されて〜」(真島俊夫) 「ZAPPING」(清水大輔) タロコ族民謡による叙事詩「狩猟の歌」(八木澤教司) 「バルバレスク」(片岡寛晶) 「カルメン・ファンタジー」(G.ビゼー/鈴木英史) 「マレーシア民謡メドレー」(マレー民謡/黒川圭一） 「交響曲第40番」(W.A.モーツァルト/Tetsuo Terada) 「K-POPメドレー」(/Kiko Hatano) 「マツケンサンバII」(宮川彬良) マーチ「青空と太陽」(藤代敏裕) 「サンチェスの子供たち」(C.マンジョーネ/岩井直溥) 「グランド・マーチ」(小長谷宗一) 「ダンシン・メガヒッツ」(編曲 : 星出尚志) 「無限に輝く空」(清水大輔) 「ジャスト・スパークリング・タイム」(真島俊夫) 「SWEET MEMORIES」(大村雅朗/L.Poh) 「江蕙セレクションII」(童皓平,江蕙,黃士祐/三浦秋秀) 「ペルセウス -大空を翔る英雄の戦い」(八木澤教司) 「グラナダ」(A.ララ/森田一浩) 「グレン・ミラー・メドレー」(編曲 : 岩井直溥) 「となりのトトロ」～コンサート・バンドのためのセレクション(久石譲/後藤洋) 「アマポーラ」（J.ラカジェ/岩井直溥） 「キャラバン」（D.エリントン&J.ティゾール/岩井直溥） 「人生のメリーゴーランド」(久石譲) 「The Seventh Night of July」(たなばた)(酒井格) アルト・サキソフォーンとバンドの為の協奏曲「BIRDS」より 第2楽章「シーガル」(真島俊夫) 「ディズニー・メドレーIII」(編曲 : 真島俊夫) 地底都市「カッパドキア」−妖精の宿る不思議な岩(八木澤教司) | | 西邑由記子(作曲家,ピアニスト)が第5回国際作曲コンテスト第3部門「ブレイクスルー」の最終審査員を務めた 福田昌範(ユーフォニアム,指揮者,作曲家)がクリニック「楽器の音響の仕組みとアンサンブルの立体感について考える」の講師を務めた |